# 鬼火の町
『鬼火の町』（おにびのまち）は、松本清張の長編時代小説。『潮』に連載され（1965年8月号 - 1966年12月号、連載時の挿絵は田代光）、1984年10月に文藝春秋より刊行された。

## あらすじ
天保11年5月の明け方、隅田川に黒い無人の舟が浮かび、まもなく百本杭に船宿「つたや」の船頭・仙造と屋根師「和泉屋」の職人・惣六の死体が流れ着いた。岡っ引の藤兵衛は現場に駆け付けるが、二人とも脾腹に当身を喰った青痣がついており、喧嘩ではないとみられることから、一応川底を捜させると、とても被害者の持ち物とは思えない女持ちの豪儀な造りの煙管が、まだサビの来ていない状態で発見された。
藤兵衛は子分の幸太や亀吉に関係者をさぐらせる一方、煙管入れを商う店をあたると、旗本の用人・伊東伝蔵が一年ぐらい前に注文したことが判明する。被害者と親しかった若侍の釜木進一郎が藤兵衛に協力を申し出、煙管は大奥の女中に渡っていた品ではないかと聞くが、藤兵衛を使っていた同心の川島正三郎は急に、探索から手を引くよう藤兵衛に申し渡す。
巨大な壁を感じる藤兵衛と釜木の前に、大御所・家斉の愛妾・お美代の方の養父・中野碩翁の豪勢なギヤマンの屋形船が通りかかる。無実の者が身替りにされると危惧される中、第二・第三の殺人が発生、藤兵衛と子分たちおよび釜木は、結束して事件に立ち向かう。

## 主な登場人物
藤兵衛
駒形に住む古顔の岡っ引。煙管をくわえ、庭の縁側で事件の思案をめぐらす。
釜木進一郎
四谷塩町に住む若い小普請組侍。「つたや」の常連で船頭の仙造と親しかった。
幸太
藤兵衛の子分の一人。しばしば藤兵衛と行動を共にする。
亀吉
藤兵衛の子分の一人。泥亀と渾名される。
川島正三郎
八丁堀の同心。要領のいい役人で、藤兵衛に目をかけて使っている。
吉次
本所に住み紺屋の渾名を持つ若い岡っ引。父と藤兵衛は懇意にしていた。
惣六
江戸で聞えた三味線堀の屋根師・和泉屋八右衛門の職人。
お絹
向両国の水茶屋の女。被害者の惣六と心安かった。
お春
当節流行の娘義太夫。本所緑町の裏店に住む。
伊東伝蔵
猟官運動に熱心な小川町の旗本・駒木根大内記の用人。
お島
神田の菓子屋「出雲屋」の娘。大奥の中臈・浦風に部屋子として奉公する。
了善
下谷の寺町にある法華寺・円行寺の納所坊主。
川路三左衛門
飯田橋黐木坂上に住む小普請奉行。釜木の亡夫と昵懇の間柄だった。

## エピソード
- 「…話は、それだけです。あとは、大体、お察しがつくでしょう」の科白で始まる最終章については、岡本綺堂『半七捕物帳』の影響が指摘されている[1]。本作の連載中に著者はエッセイ「半七とホームズ」を発表し「私の十六・七のころだったと思う」「こんな面白いものはないと思い、毎月、雑誌が出るのを待ちかねて本屋に行き、立ち読みをした」と述べている[2]。